# Skärsjön (Tvings socken, Blekinge)
Skärsjön är en sjö i Karlskrona kommun i Blekinge och ingår i Nättrabyåns huvudavrinningsområde. Sjön är 16,5 meter djup, har en yta på 0,493 kvadratkilometer och befinner sig 65,3 meter över havet. Vid provfiske har bland annat abborre, gädda, mört och sarv fångats i sjön.

## Delavrinningsområde
Skärsjön ingår i det delavrinningsområde (624384-147894) som SMHI kallar för Mynnar i Nättrabyån. Medelhöjden är 74 meter över havet och ytan är 3,05 kvadratkilometer. Det finns inga avrinningsområden uppströms utan avrinningsområdet är högsta punkten. Vattendraget som avvattnar avrinningsområdet har biflödesordning 2, vilket innebär att vattnet flödar genom totalt 2 vattendrag innan det når havet efter 16 kilometer. Avrinningsområdet består mestadels av skog (67 %) och jordbruk (17 %). Avrinningsområdet har 1,64 kvadratkilometer vattenytor vilket ger det en sjöprocent på 4 %. Bebyggelsen i området täcker en yta av 0,58 kvadratkilometer eller 1 % av avrinningsområdet.